# George Wallington
George Wallington, rodným jménem Giacinto Figlia, (27. října 1924 – 15. února 1993) je americký jazzový klavírista. Narodil se na Sicílii, avšak již roku 1925 odešel se svými rodiči do New Yorku. Jeho otec byl operním pěvcem. On sám však preferoval jazzovou hudbu. V letech 1943 až 1944 působil v kapele Dizzyho Gillespieho. Během své kariéry spolupracoval s mnoha dalšími hudebníky, mezi něž patří například Gerry Mulligan, Stan Getz, Lionel Hampton a Al Cohn. V roce 1960 se přestal věnovat hudbě a odešel na Floridu. K hudbě se vrátil až v roce 1984.